# Richard Bingham (7. hrabia Lucan)
Richard John Bingham (ur. 18 grudnia 1934) – brytyjski arystokrata, syn George’a Binghama, 6. hrabiego Lucan i Kaitilin Dawson, córki kapitana Edwarda Dawsona. Słynny z powodu swojego zniknięcia w 1974 r., po zabójstwie opiekunki swoich dzieci.

## Życiorys
Bingham odziedziczył tytuł hrabiowski po śmierci swojego ojca w 1964 r., wraz z przysługującym mu prawem do zasiadania w Izbie Lordów. 28 listopada 1963 r. poślubił Veronicę Mary Duncan, córkę majora Charlesa Duncana. Małżonkowie mieli razem syna i dwie córki:
- Frances Bingham (ur. 1964)
- George Charles Bingham (ur. 21 września 1967), lord Bingham
- Camilla Bingham (ur. 1970), żona Michaela Blocha, nie ma dzieci

Lord lubił brylować w towarzystwie i szybko stracił rodzinny majątek. Doszło w końcu do tego, że aby utrzymać rodzinę zaczął zawodowo uprawiać hazard. Veronica wiedziała o tym wychodząc za niego. Ponieważ szczęście nie zawsze mu dopisywało i często tonął w długach, lady Lucan podjęła pracę sekretarki. W 1972 r. z jej inicjatywy doszło do separacji. Mąż uznał to za pierwszy krok do rozwodu i pozbawienia go prawa do opieki nad dziećmi. Lord robił wszystko, ażeby prawo do opieki przypadło właśnie jemu. Jego strategia polegała na przekonaniu sądu o tym, że jego żona jest niezrównoważona psychicznie. Umieścił ją nawet na obserwacji w szpitalu psychiatrycznym, ale lekarze nie zauważyli żadnych objawów choroby psychicznej i lady Lucan wróciła do domu.

## Morderstwo
Do morderstwa doszło wieczorem 7 listopada 1974 r. w mieszkaniu lady Lucan na Lower Belgrave Street 10. Opiekunka, Sandra Rivett, została zatłuczona metalową rurką, ktoś również zaatakował lady Lucan, ale udało jej się przeżyć i trafiła z ciężkimi obrażeniami do szpitala. Dzieciom nic się nie stało.
Głównym podejrzanym został lord Lucan, który zniknął tej samej nocy. Jako mordercę wskazała go również lady Lucan. W śledztwie przyjęto, że lord Lucan chciał zabić żonę, aby odzyskać dzieci, a niania zginęła przez pomyłkę. Ponadto ustalono, że dzień przed morderstwem lord zwierzył się przyjacielowi, że żona zbyt dużo go kosztuje i lepiej by było, gdyby zmarła.
Pojawiło się jednak pytanie, dlaczego lord nie zabił lady Lucan, pomimo tego, że w końcu na nią się natknął. Według zeznań żony lorda miała miejsce szamotanina między nią a jej mężem, po czym lord nagle puścił żonę i poszedł do łazienki umyć ręce. Lady Lucan tłumaczyła to jego zmęczeniem. Niektórzy wysunęli jednak hipotezę, jakoby lord nie zabił opiekunki, ale wystraszył prawdziwego napastnika, a owa „szamotanina” z żoną to nic innego, jak tylko próba ocucenia jej. Będąca w szoku lady Lucan uznała jednak męża za mordercę. Przy takiej interpretacji powstaje jednak pytanie, dlaczego lord nie wezwał pogotowia (lady Lucan znalazła się w szpitalu, ponieważ gdy mąż poszedł do łazienki, uciekła z domu i szukała pomocy w pobliskim pubie).

## Tajemnica
Lord Lucan zniknął niedługo po zabójstwie na Lower Belgrave Street, co uczyniło go głównym podejrzanym. Te podejrzenia zostały wzmocnione, gdy 8 listopada policja odnalazła samochód lorda, w bagażniku którego znaleziono ślady krwi dwóch osób.
Na temat zniknięcia lorda powstało mnóstwo hipotez. Jedna z nich głosiła, że lord ukrywał się u swojego przyjaciela, Johna Aspinalla, w jego ZOO, gdzie miał zostać zagryziony przez tygrysa. Sam Aspinall udzielił w 2000 r. wywiadu, w którym powiedział, że jego zdaniem lord Lucan zabił nianię przypadkiem, gdyż właściwym celem była jego żona. Wstydząc się swojej pomyłki lord miał, według Aspinalla, popełnić samobójstwo w Newhaven.
We wrześniu 2003 r. wydana została książka byłego inspektora Scotland Yardu, Douglasa MacLaughlina, zatytułowana Dead Lucky: Lord Lucan The Final Truth. Autor twierdził, że rok po morderstwie lord Lucan udał się do Goa w Indiach. Na poparcie tej tezy przedstawił wykonane w 1991 r. zdjęcia mężczyzny bardzo podobnego do lorda Lucana i tak jak on nieposiadającego płatków uszu. Ten mężczyzna, zwany Barry Halpin, zmarł w 1996 r. Rewelacje MacLaughlina zostały jednak rychło obalone. Prezenter 2 programu radia BBC, Mike Harding, wysłał list do The Guardian, w którym napisał, że znał Barry’ego Halpina jako folkowego muzyka w latach 60., który wybrał się do Indii, gdyż było to „bardziej uduchowione miejsce niż Wyspa Świętej Heleny”.
W 2005 r. pojawiły się liczne doniesienia, jakoby widziano lorda Lucana w okolicach Godalming w hrabstwie Surrey. Lokalny adwokat, Ackroyd Jackson, twierdził, że lord wciąż przebywa w okolicy. Lokalna policja uznała jednak tę sprawę za żart.

## Spuścizna
W 1992 r. lord Lucan został uznany za zmarłego. Nie rozstrzygnięto jednak kwestii tytułu hrabiowskiego, tak więc lord Daer nie jest uznawany za 8. hrabiego Lucan, chociaż przybrał już ten tytuł. Odziedziczył jednak posiadłości swojego ojca i majątek wyceniony na 14 709 funtów. Żona Lucana również uznała męża za zmarłego i tytułuje się hrabiną-wdową Lucan.
We współczesnym języku angielskim wyrażenie doing a Lord Lucan oznacza „zniknąć” lub „zaginąć”.